# Reidar Nordenberg
Reidar Nordenberg född 16 oktober 1923 i Arvika landsförsamling, död 27 februari 2009 i Arvika Östra församling, var en svensk författare och journalist.
Nordenberg var anställd vid Nya Wermlands-Tidningen 1949-1973 och var chefredaktör på Arvika Nyheter 1974-1984.